# Marianów Górny
Marianów Górny – część wsi Marianów w Polsce, położona w województwie łódzkim, w powiecie kutnowskim, w gminie Strzelce.
W latach 1975–1998 Marianów Górny należał administracyjnie do województwa płockiego.